# La carica degli eroi
La carica degli eroi è un film incompiuto diretto da Oreste Biancoli e Anton Giulio Majano.
Le riprese del film vennero interrotte nel luglio 1943, giorni concomitanti alla caduta del fascismo, dopo essere state girate poche scene. Il film era dedicato ai soldati italiani protagonisti della carica di Isbuscenskij. La sceneggiatura, sebbene con alcune modifiche, servì alla realizzazione del film Carica eroica di Francesco De Robertis del 1952.